# Louis Verbeke
Louis-Henri Verbeke (Ieper, 20 oktober 1947) is een Belgisch voormalig advocaat en bestuurder.

## Levensloop
Louis Verbeke was de zoon van een onderzoeksrechter. Hij promoveerde in 1970 tot doctor in de rechten aan de Rijksuniversiteit Gent, behaalde in 1971 een MBA aan de Vlerick Management School en in 1972 een Master of Laws aan de Universiteit van Virginia in de Verenigde Staten. Beroepshalve werd hij zakenadvocaat. Na een aantal jaar bij het Amerikaanse White & Case in New York, Parijs en Brussel was hij in 1978 medeoprichter van wat later Loeff Claeys Verbeke zou worden en begin 2001 met het Britse Allen & Overy fuseerde. Verbeke was vooral actief op vlak van corporate en fusies en overnames. In augustus 2005 stapte hij op als vennoot bij Allen & Overy.
In 1997 volgde hij Jean Van Marcke op als voorzitter van de Vlerick Business School. Onder zijn voorzitterschap versterkten de banden tussen de instelling en de Vlaamse zakenwereld en de status van Vlaamse insidersclub. Verschillende alumni van de school werden bestuurders in elkaars bedrijven, maar enkele schandalen gaven deze reputatie een deuk, waaronder het faillissement van spraaktechnologiebedrijf Lernout & Hauspie in 2001 en de exorbitante vergoedingen voor Jan Coene bij weefgetouwenbouwer Picanol, twee ondernemingen waarvoor Verbeke advocaat was. Zelf werd hij in 2006 buiten vervolging gesteld in de zaak rond Lernout & Hauspie. In 2014 volgde Roch Doliveux hem als voorzitter van Vlerick op.
Verbeke was tevens medeoprichter van GUBERNA, het instituut voor bestuurders, en investeringsclub Lessius. Zelf bekleedde hij tientallen bestuursmandaten. Zo was hij onder meer voorzitter van voedingsgroep Ter Beke, vastgoedgroep Alides (Groep Maes) en het Bulgaarse hightechbedrijf Transmetrics en bestuurder van Sioen, de Nationale Investeringsmaatschappij, Crop's, Egemin, Mitiska, Recticel en Carestel. Tevens doceerde hij in België, China en Rusland en schreef hij columns in De Tijd.
Hij profileert zich als Vlaamsgezind en staat bekend om zijn enorme netwerk in de Vlaamse zakenwereld. Hij woont in Sint-Martens-Latem. In 2017 ontving hij de Gulden Spoor voor Economische Uitstraling van de beweging Vlaanderen-Europa.